# Mestna hiša, Lübeck
Mestna hiša hanseatskega mesta Lübeck je ena izmed najbolj znanih zgradb opečne gotike. Je ena največjih srednjeveških mestnih hiš v Nemčiji.

## Zgodovina gradnje
Najstarejša mestna hiša Lübecka je bila omenjena v Urkodex V Lübischen Rechts iz leta 1225 ali 1226 in je bila ohranjena samo kot rekonstrukcija. Hiša, ki je bila na severozahodnem kotu trga, je že bila leta 1250 prepuščena usnjarjem in od takrat se imenuje Lohhaus. Po več obnovah je bila leta 1872 končno porušena. O obliki mestne hiše, razen osnovne površine 8 × 10 m, ni znanega.

### Romanska skupina
Mestna hiša je bila zgrajena okrog leta 1240 na mestu sedanje glavne stavbe. Sprva je bila pozno romanska skupina treh hiš z zatrepi. Ko je ta nova stavba zgorela leta 1251, je ostal verjetno le vzhodni del stavbe, ki je imela obliko hiše z zatrepom. Deli njenega jugozahoda s prepoznavno konturo starega strešnega pasu so v vzhodnem delu zaščitne stene takoj za Laubenvorbau (severno od trga in Dolge hiše). Ta del je na začetku služil kot dvorana sukna. Kot vidimo iz sledi v steni, je bilo zgornje nadstropje nižje v drugih delih. Še vedno so ohranjene obokane kleti te skupine hiš. Danes sodijo v Ratskeller - vinsko klet.

### Zgodnja gotika
Po požaru leta 1251, ki je prav tako poškodoval mestno hišo, so se zgodile pomembne spremembe. Zlasti južne zatrepe so združili in ustvarili še vedno obstoječo monumentalno steno v slogu zgodnje gotike. Danes jo v veliki meri zakriva erker in iznakažen centralni stolp okrašen z velikimi slepimi okni s krogovičjem po francoskih in flamskih modelih. V notranjosti so bile funkcije različne, sobe sveta so bile v nekdanji dvorani sukna, trgovina s tekstilom v kletnih obokih. Še pred ali okoli leta 1260 je bila narejen zaščitni zid dvonadstropne obokane stavbe z ravno streho, katere vzhodna dva oboka danes tvorita povezavo med glavnim traktom in Dolgo hišo. Tu je bilo občinsko sodišče, sprva pod nadzorom sodnega izvršitelja. Srednji del stavbe je postal leta 1290, dvorišče med dvema zunanjima prostoroma, z nišami za trgovce, ki pa je bila kasneje ponovno pokrita v prostor za shranjevanje. Da je stavba dobila podolgovato podaljšanje, ki je služila kot Grawanthus za trgovanje s poceni sivim platnom, v kleti pa je bila shramba ohranjena tik do pred koncem 13. stoletja.

### Poznogotsko nadaljevanje in nadgradnja
Dolga hiša je bila med Marktom in Heumarktom (današnjim delom Široke ceste - Breiten Straße) zgrajena po letu 1298. V pritličju je bila odprta obokana dvorana, najprej z opečnimi stebri, kjer so bile stojnice zlatarjev. Spodaj so kletni oboki, ki so najprej služili trgovini s tkaninami, nato pa trgovini z vinom. Na zgornjem nadstropju je imela Levja dvorana lesen banjast obok in služila najprej kot zbornica sveta - Ratssaal, nato pa kot plesna dvorana (Danzelhus).
Okoli leta 1340 je bila glavna stavba mestne hiše porušena, razen zaščitne stene in do leta 1350 zamenjana z novo zgradbo. Izjemna je fasada na Breite Straße, ki je bila spremenjena v 18. in 19. stoletju in ki s poudarkom na horizontali s širokimi frizi in pomanjkanjem navpičnih poudarkov izgleda kot pričakovanje kasnejših slogov. Za 14 oken zgornjega nadstropja se je razširila Hansesaal. Veranda pred glavnim vhodom je bila - do sredine 20. stoletja - tudi senatni balkon, kjer so  javnosti razglašali zakone in druge odločitve senata. Uničenje nove stavbe v velikem požaru leta 1358 je zahtevalo rekonstrukcijo, zlasti strešne konstrukcije in drugih lesenih delov. Severna stena za dvoriščem Marijine cerkve je bila prva v mestni hiši z večkrat odprto steno, vendar pa je bil v 19. stoletju šele postopoma predrta in nato zamenjana z repliko.
Nekaj let pred letom 1434 je dobila poševno streho. Okoli leta 1435 je glavni graditelj Peck dal zaščitnemu zidu svoj trenutni videz s tremi stolpi. Nato je bila zgrajena južno od Dolge hiše kasneje podrobno veselo poznogotska nova stavba z licem na trg in na Breiten Strasse. Tudi tu je bilo pritličje odprto na trg za postavitev stojnic. Poleg tega so bile tu tehtnice Sveta.
Začetek leta 1483, prvotno s samo petimi danes 22 oboki, je bil zgrajen pisarniški del.

### Renesansa
Od 1570 do 1572 je bil na severni strani trga, izpostavljeni del gotske fasade nadomeščen s sedanjo v slogu renesanse. Stebri iz granita nosijo zatrepe iz peščenjaka, ki sta jih ustvarila flamska kiparja Hans Fleminck in Hercules Midow (1570-1572). Na zahodu so nadstropja iz opeke. Pod Dolgo hišo sta bila zamenjana srednja in tržna stran stebrov; prvotno iz opeke, so bili od takrat iz granita. Leta 1594 je Nov prizidek dobil renesančno stopnišče na Breite Straße, ki ga je zgradil flamanski kipar Robert Coppens v nizozemskem slogu. Vodilo je do tako imenovane Kriegsstube, ki jo je nato oblikoval Tönnies Evers mlajši, v najbolj čudovito sobo v mestni hiši. Ime dvorane kaže, da Hanseatska liga ni vplivala le na gospodarstvo, temveč se je odločila tudi za politiko in pogosto za vojno in mir. Uničena je bila marca 1942, med prvim bombnim napadom na Lübeck in se danes ne uporablja več.
- Dolga hiša s trga: renesančni granitni stebri nosijo gotski zid iz glazirane opeke
- Odprta dvorana pod dolgo hišo z neogotskimi arkadami ob cesti do Ratskeller
- Nov prizidek z renesančnim stopniščem in dolgo hišo
- Renesančni erker na ožji strani prvega prizidka (desno glavna stavba, levo dolga hiša)
- Breite Straße, glavna stavba: pritlična okna iz 18. stoletja, stenski klinker zamenjan po letu 1880

### 18. stoletje
Gotska zbornica sveta na mezaninu ob Breiten Straße je bila spremenjena v sprejemno dvorano v slogu rokoko, okna v pritličji pa leta 1750-ih poglobljena. Približno istočasno je bila urejena Börsensaal – borzna dvorana v zahodnem delu glavne stavbe je obsegala več kot dve nadstropji.
- Dagereotipija iz 1847 Josepha Wilhelma Peroja: Dolga hiša s šiljastimi okni v arkadah in opečenimi širokimi okni nekdanje Levje dvorane
- Široka ulica od novega prizidka do pisarne: stopnice z razširitvami, dolga hiša z neprekinjeno pritlično steno; gravura Johanna Poppela po G. M. Kurzu, 1848

### 19. stoletje do leta 1913
Hansesaal je bil izgubljena leta 1818, ko so jo je zamenjali pisarniški prostori. Enako se je zgodilo leta 1829 z Levjo dvorano. Okna na trgu Dolge hiše so se močno zmanjšala. Z gradnjo dvorane Bürgerschafts je izginila Börsensaal. V zgodovinski prenovi stavbnega kompleksa v 1880-ih je bil del obrnjen, vendar je bil žal izgubljen tudi izviren srednjeveški objekt. Neogotika je že zaznamovala več notranjosti. V tej prenovi je bilo zamenjano renesančno stopnišče nadomeščeno z repliko. Do takrat odprta le do tržnice pod Dolgo hišo, je bila odprta na Široko cesto, tako da je svojo vzhodno steno pretvorila v arkado. Z oblogo z novim klinkerjem (glavna stavba in Dolga hiša na Široko cesto) ali popolno zamenjavo (severni zid) so nekatere fasade dobile bolj shematičen videz.

### 20. stoletje
Kriegsstube je bila uničena marca 1942 med prvim težkim zračnim napadom na Lübeck in danes ni več reprezentativni prostor. V Dolgi hiši, ki jo je dejansko najmanj prizadelo bombardiranje, so bili neogotski zatrepi med obnovo leta 1953 odstranjeni ob Breiten Straße.

## Notranjost
Takoj za vhodnimi vrati je ogromno preddverje, ustvarjeno v 19. stoletju in stopnišče s številnimi slikami, ki prikazujejo prizore iz ustanovitve mesta. Na desni je renesančni portal, ki ga je leta 1574 zgradil Tönnies Evers starejši in vodi v svet in sprejemno dvorano. Dvorana je bila tradicionalno sodišče sveta, v katerem se je sestajalo vrhovno sodišče. Udeleženci v teh postopkih so bili opozorjeni na teme predstavništev na vratih in z elokvenčnostjo do njihovega kroga dolžnosti na sodišču. Supraport nad vrati kaže Solomonovo sodbo, pod katero se omenja ljubezen in pravičnost. Izreki v notranjosti sobe, pa tudi zunaj, so vzet iz 1. pisma Korintčanom, leta 1539 objavljenem v nizkonemškem glosarju Reynke de vos, tiskarja Ludwiga Dietza.
Na opremi te dvorane se prepozna prehod med poznobaročnim in rokokojskim. Na stenah je deset alegoričnih slik Stefana Torellija, ki jih je naredil med letoma 1754 in 1761. To so vrline dobre vlade, vse tiste, ki so prikazane kot ženske figure. Slike so v štukaturnih okvirjih in označujejo dvorano v rokoko slogu.
V nadstropju nad njim se je raztezalo od leta 1350 od zaščitne stene do veličastne severne stene Hansesaale, je bil konferenčni center mesta. To dvorano so leta 1818 zamenjale upravne sobe, ki so ohranjene do danes.
V zahodnem krilu je Bürgerschaftssaal, ki je bil zgrajena leta 1891 v času večjih prenov v neogotskem slogu. V hodnikih so slike nekdanjih županov in svetnikov. Portreta župana Thomasa Wickedeja in Gottharda Hövelna je treba pripisati lokalnemu renesančnemu slikarju Hansu Kemmerju. Zgodovinsko fresko je naredil berlinski slikar Max Friedrich Koch med obnovo 1891-1894.
Tönnies Evers mlajši je ustvaril oblogo Kriegsstube in je bilo eno glavnih del pozne renesanse v Lübecku in dalo prostoru plesne dvorane poseben sijaj. Dvorana se je začela s čudovitim portalom na severni ožji strani, opaž je tekel okoli sten, z intarzijami okrašene škatle klopi so skrile najstarejšo opremo, ki je ostala v mestni hiši nekdanjih državnih sob in dvoran.
V zgornjem nadstropju renesančnega krila, v niši, je kip Gustava I. Wasa. Izdelal ga je Anders Zorn kot miniaturno različico kipa v Moru in ga je 16. junija 1920 podarila švedska vlada v spomin na bivanje Gustava Vasa v Lübecku leta 1519. 

## Uporaba
V mestni hiši se je svet Hanseatskega mesta srečeval tudi kot sodišče: Oberhof Lübeck je bil do leta 1820 pritožbeno sodišče za odločitve drugih mest, ki so pripadala pravnemu okrožju Lübschen.
Mestna hiša je danes še vedno sedež župana in mesto srečanja državljanov. Glavni vhod ni na trgu, ampak v Breite Straße. Ratskeller – vinska klet - je v zakupu in ima vstop na trg pod renesančno arkado.
Razširjeni kompleks mestne hiše vključuje tudi opečno renesančno stavbo uradov na severni strani Breite Straße.

## Posebnosti
Okrogle luknje v okrasnih stenah fasade na trgu, so namenjene umirjanju vetra in zaščiti fasade pred čezmernim pritiskom vetra. Manjše okrogle luknje Marienkirche služijo le okrasju. V sprejemni dvorani v pritličju, nekdanji dvorani Vrhovnega sodišča, so drugačne višine. Oproščenim obtožencem je bilo dovoljeno zapustiti sodišče skozi velika vrata. Obsojenim obtožencem ni bilo dovoljeno obrniti hrbta dvorišču in so se morali vrniti skozi majhna vrata in spustiti glave. 

## Plošče
Na državljane Ericha Klanna (KPD), dr. Ing. Juliusa Leberja (SPD), dr. Moritza Neumarka (DDP, DVP, HVB), Egona Nickla (KPD), Karla Rossa (KPD), Paula Steena (KPD) in Johannesa Stellinga (SPD), ki so bili žrtve nacionalsocializma, spominjajo plošče na vhodu v Bürgerschaftssaales.